# Tyršův stadion (Třeboň)
Tyršův stadion je atletický stadion s ledovou plochou, který se nachází v Třeboni. 

## Popis a historie
Stadion vznikl pod názvem Tyršovo cvičiště v roce 1924 v rámci Sokola s odkazem na Miroslava Tyrše. Po druhé světové válce areál díky únorovému převratu převzala organizace Základní a rekreační tělesná výchova, a po vybudování dalších sportovišť prostory využívalo i reprezentační volejbalu družstvo ČSSR.
V roce 2021 jej dlouhodobě používá atletický oddíl místní sportovní organizace TJ Jiskra, jež byla založena roku 1884. Pořádá zde například soutěž Třeboňská atletická liga.
V roce 2008 bylo u stadionu vystavěno otevřené kluziště, jež však neumožňuje sportovním týmům celoroční provoz. Proto má město zájem vybudovat krytý zimní stadion, jehož projekt byl městskou radou schválen a na začátku roku 2021 zveřejnilo informace o soukromém investorovi, který má zájem výstavbu podle vypracovaného projektu uskutečnit. Plocha je využívána také jako veřejné kluziště se zázemím nabízejícím parkování, šatny, nabroušení bruslí a občerstvení.

## Fotogalerie

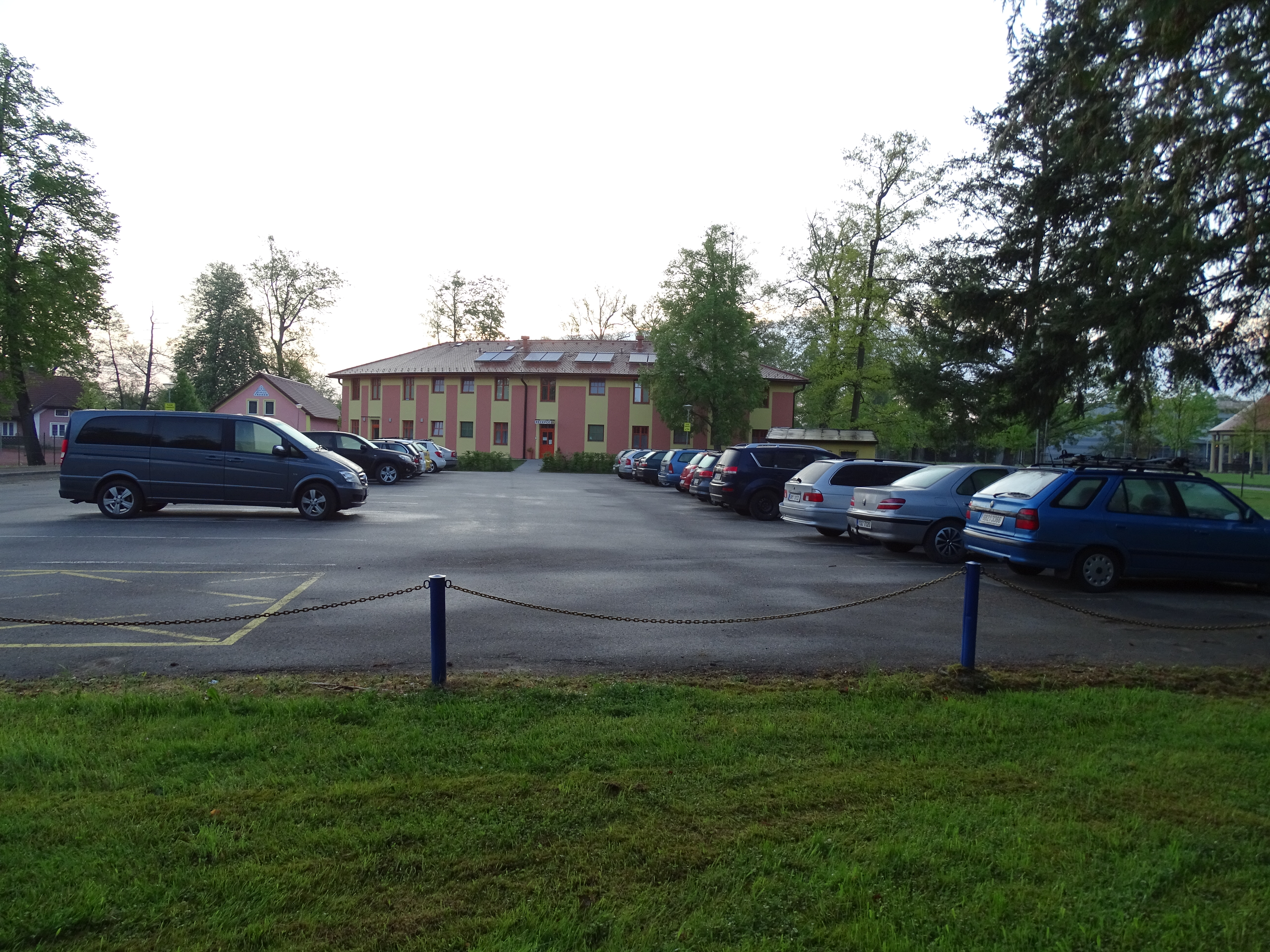
Parkoviště
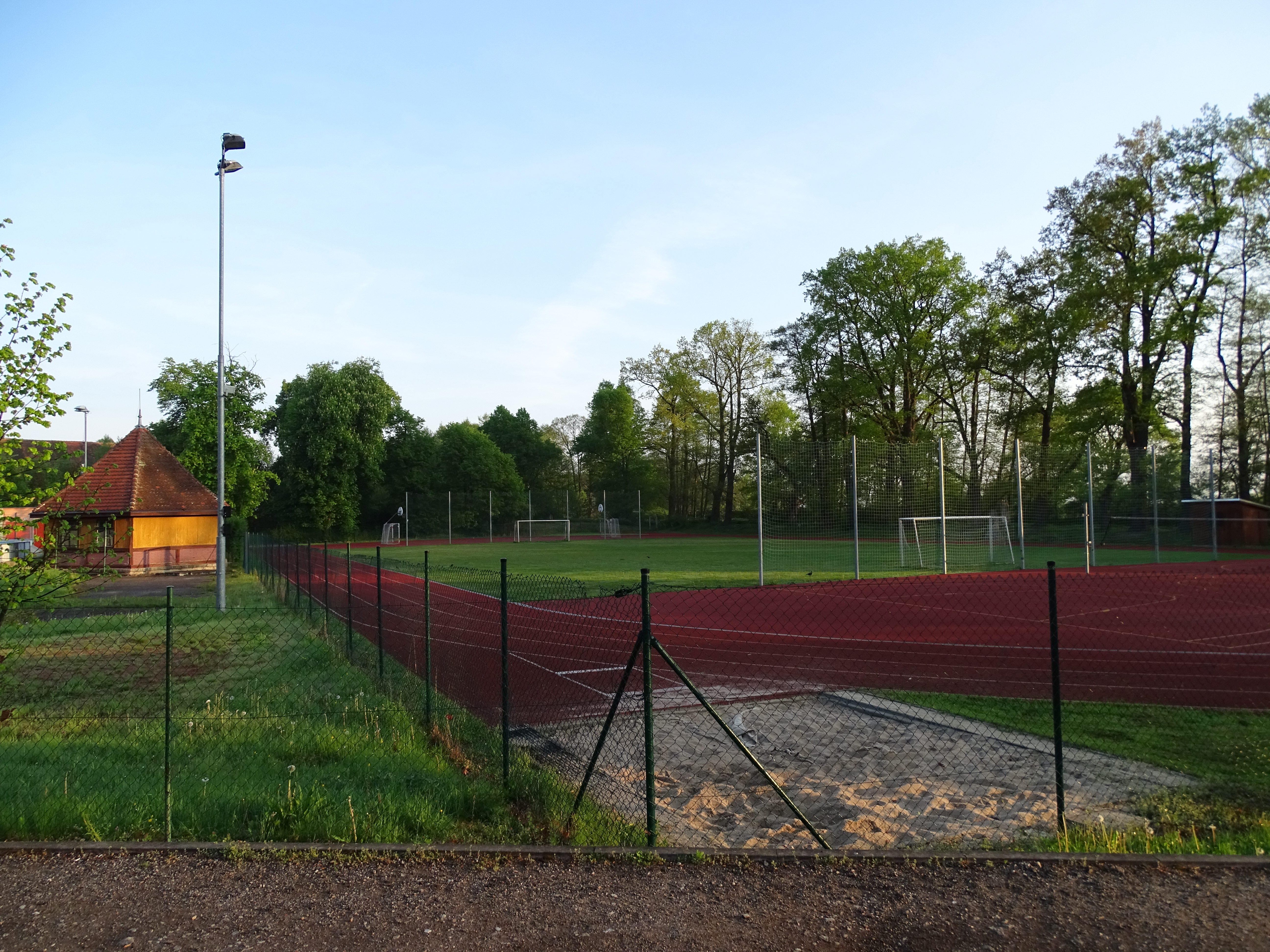
Atletický ovál a doskočiště
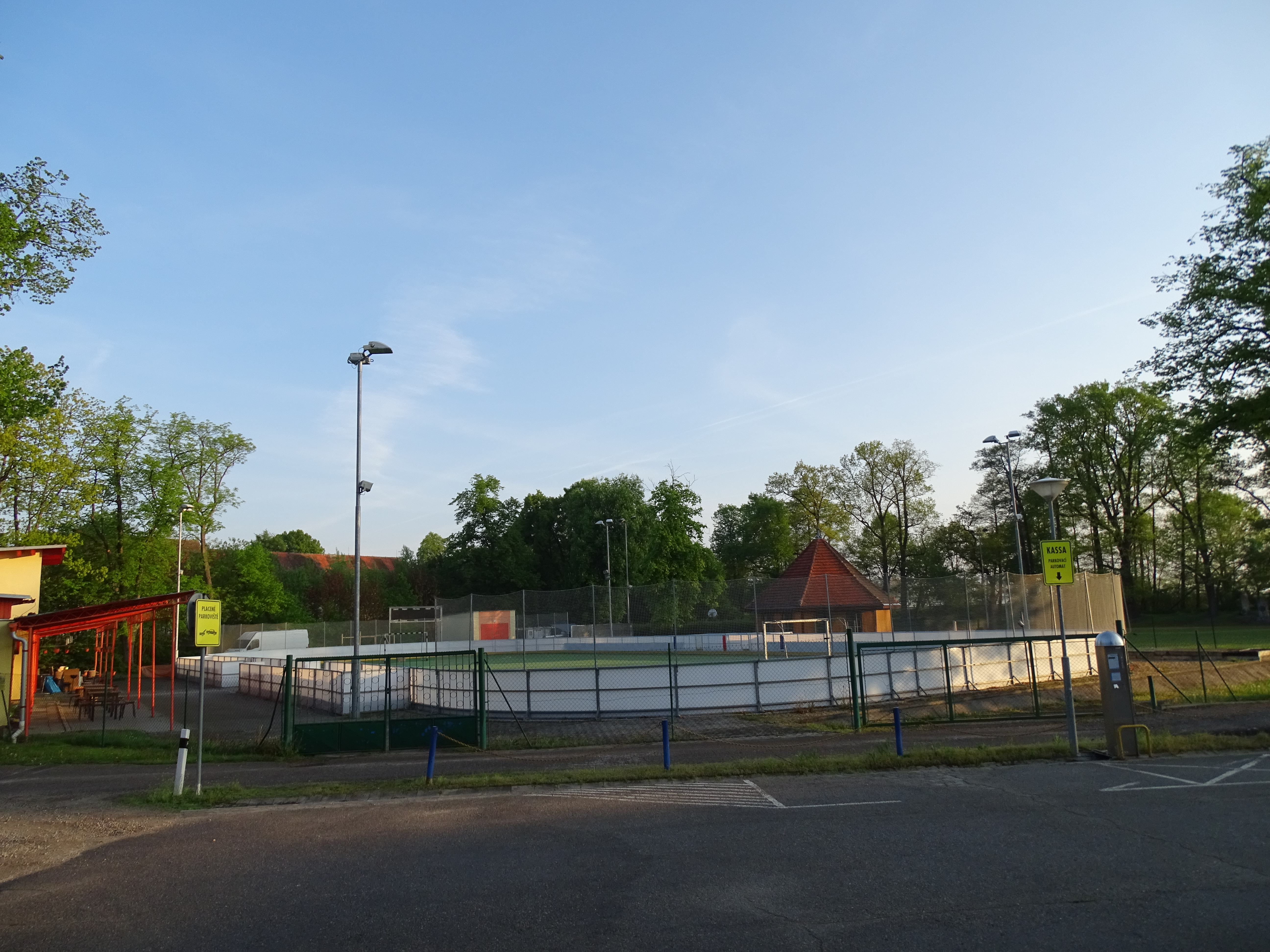
Ledová plocha
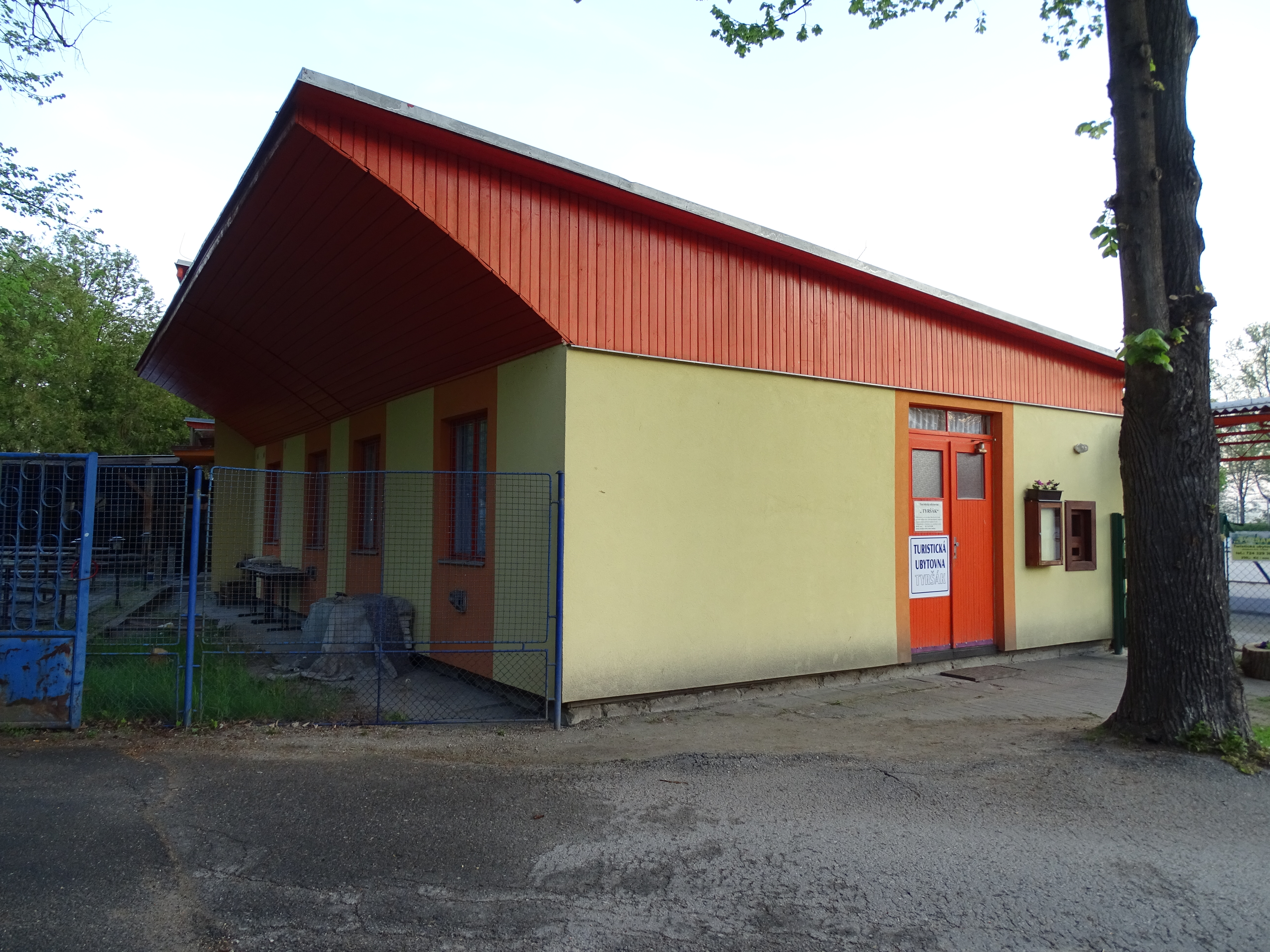
Restaurace u stadionu
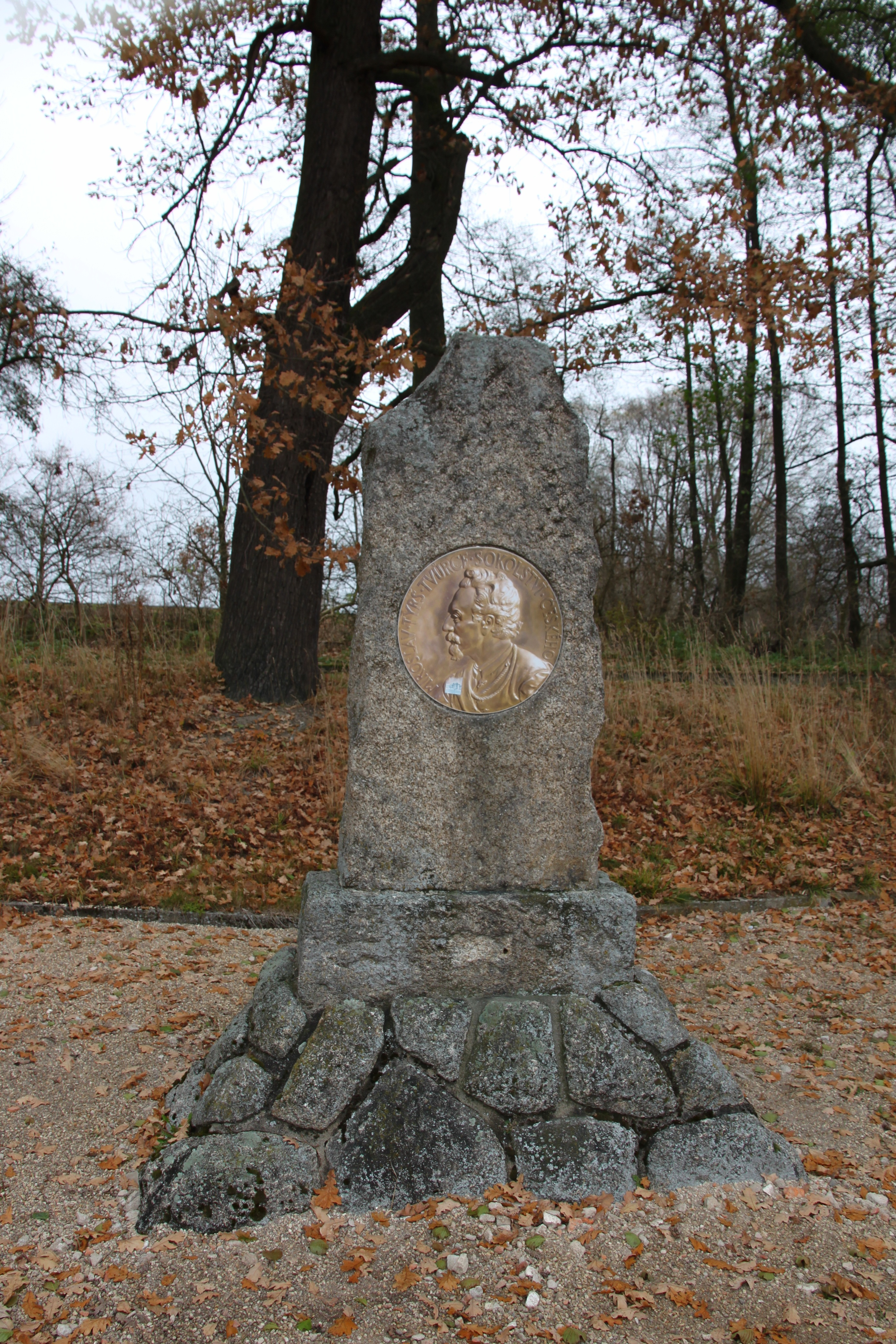
Tyršův pomník na stadionu